# Гулед, Махди Мохамед
Махди Мохамед Гулед «Хадар» (сомал. Mahdi Maxamed Guleed "Khadar", араб. مهدي محمد جوليد خضر‎; род. 25 ноября 1973, Aware, Сомали) — сомалийский политический деятель, исполняющий обязанности премьер-министра Сомали с июля по сентябрь 2020 года.
До вступления в должность он занимался юридической практикой в Сомалиленде и работал во второй избирательной комиссии Сомалиленда в качестве юрисконсульта.
Будучи заместителем премьер-министра Сомали, Гулед также возглавлял 4-ю часть Архитектуры национальной безопасности Сомали, включая предотвращение и противодействие насильственному экстремизму. Позже он был сопредседателем Форума партнёрства в Сомали в Брюсселе, который успешно завершился.